# Gnathoncus interceptus
Gnathoncus interceptus är en skalbaggsart som först beskrevs av J. L. Leconte 1851.  Gnathoncus interceptus ingår i släktet Gnathoncus och familjen stumpbaggar. Inga underarter finns listade i Catalogue of Life.